# Gesto del OK

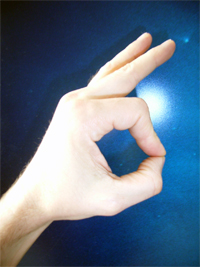
Gesto del OK

El gesto de OK (símbolo Unicode U + 1F44C "👌") se realiza conectando el pulgar y el índice formando un círculo, y manteniendo los otros dedos rectos o relajados lejos de la palma. Usado comúnmente por los buceadores cuando están bajo el agua para certificar o preguntar si "va bien". En la mayoría de los países de habla inglesa denota aprobación, acuerdo y que todo está bien o "OK". En otros contextos o culturas, gestos similares pueden tener diferentes significados o connotaciones, incluidos los que son negativos, ofensivos, financieros, numéricos, devocionales, políticos o puramente lingüísticos .

## Connotaciones positivas

### Uso clásico

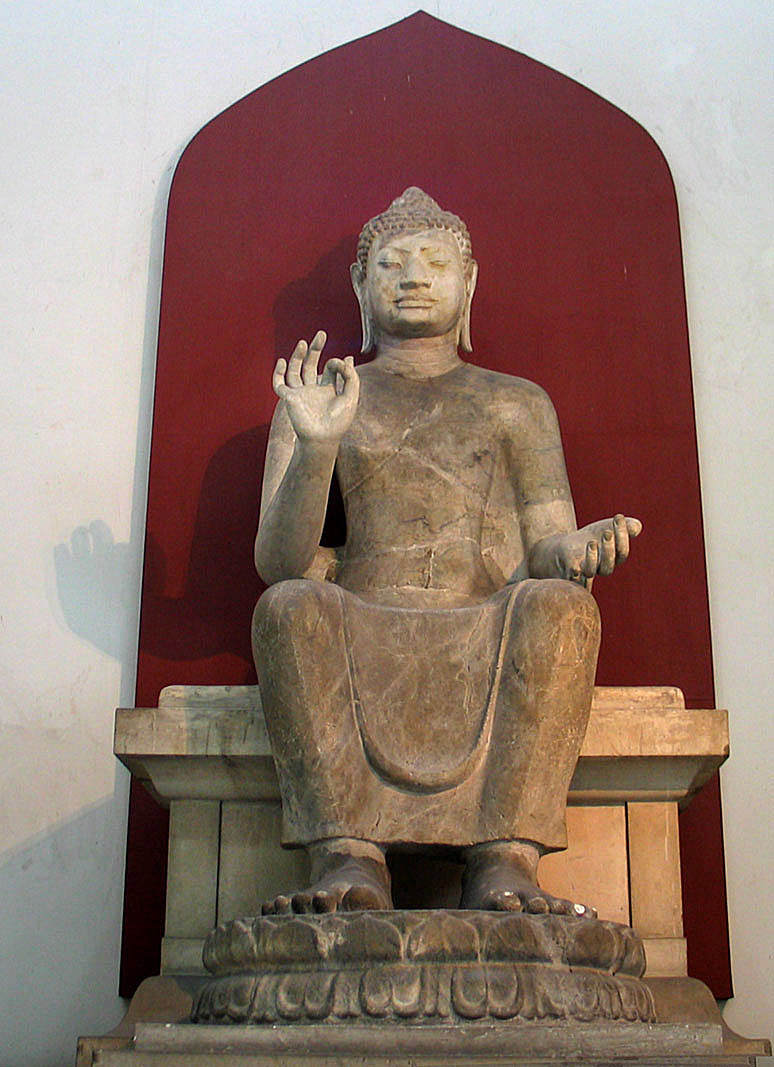
Estatua de Buda en Tailandia represendo el gesto como Vitarka Mudrā

Los primeros ejemplos de uso de ese gesto aparecen en la Antigua Grecia; al menos ya en el siglo V a. C., se pueden ver en cerámica griega como una expresión de amor, con el pulgar y el índice imitando los labios besándose. Cuando una persona lo ofrecía hacia otra en la antigua Grecia, el gesto era el de uno que profesaba su amor por otra, y el sentimiento se transmitía más al tocar las yemas de los dedos que al anillo que formaban. Como expresión de asentimiento y aprobación, el gesto se remonta a la Roma del siglo I, donde se registra que el retórico Quintiliano lo utilizó. La quironomía de Quintiliano prescribía variaciones en el contexto para el uso del gesto durante puntos específicos de un discurso: abrir, dar una advertencia o elogio o acusación, y luego cerrar una declamación.
Al mismo tiempo, el signo apareció en todas las diásporas budistas e hindúes como símbolo de perfección interior. El etólogo Desmond Morris postula que el pulgar y el índice unidos comunican precisión al agarrar algo literal o figuradamente, y que la forma formada por su unión representa el epítome de la perfección, un círculo, de ahí el mensaje transcultural del gesto de que las cosas están "exactamente bien" o "perfecto".
En Nápoles, el gesto se ha utilizado durante mucho tiempo para simbolizar el amor y el matrimonio, como era costumbre en la vecina Grecia, pero específicamente con la palma hacia arriba, mientras que el gesto realizado con la palma hacia abajo representa una mano que sostiene la balanza de la justicia . En toda Italia, el gesto siguió utilizándose para señalar puntos en la conversación cuando se movía para expresar precisión discursiva, pero cuando se mantenía quieto en posición vertical con los dedos apuntando hacia el cielo, se convirtió en un emblema de perfección.
Los primeros registros del uso del signo en el mundo de habla inglesa datan de 1644, del médico y filósofo británico John Bulwer, "el lenguaje natural de la mano compuesto por los movimientos del habla y los gestos del discurso de los mismos". Entre los muchos gestos con las manos detallados por Bulwer, describió uno como "La parte superior del dedo índice se movió hacia la juntarse con la punta del pulgar, quedando al lado los otros dedos", y dijo que era "oportuno para quien se relaciona, distingue o aprueba".

### "OK"

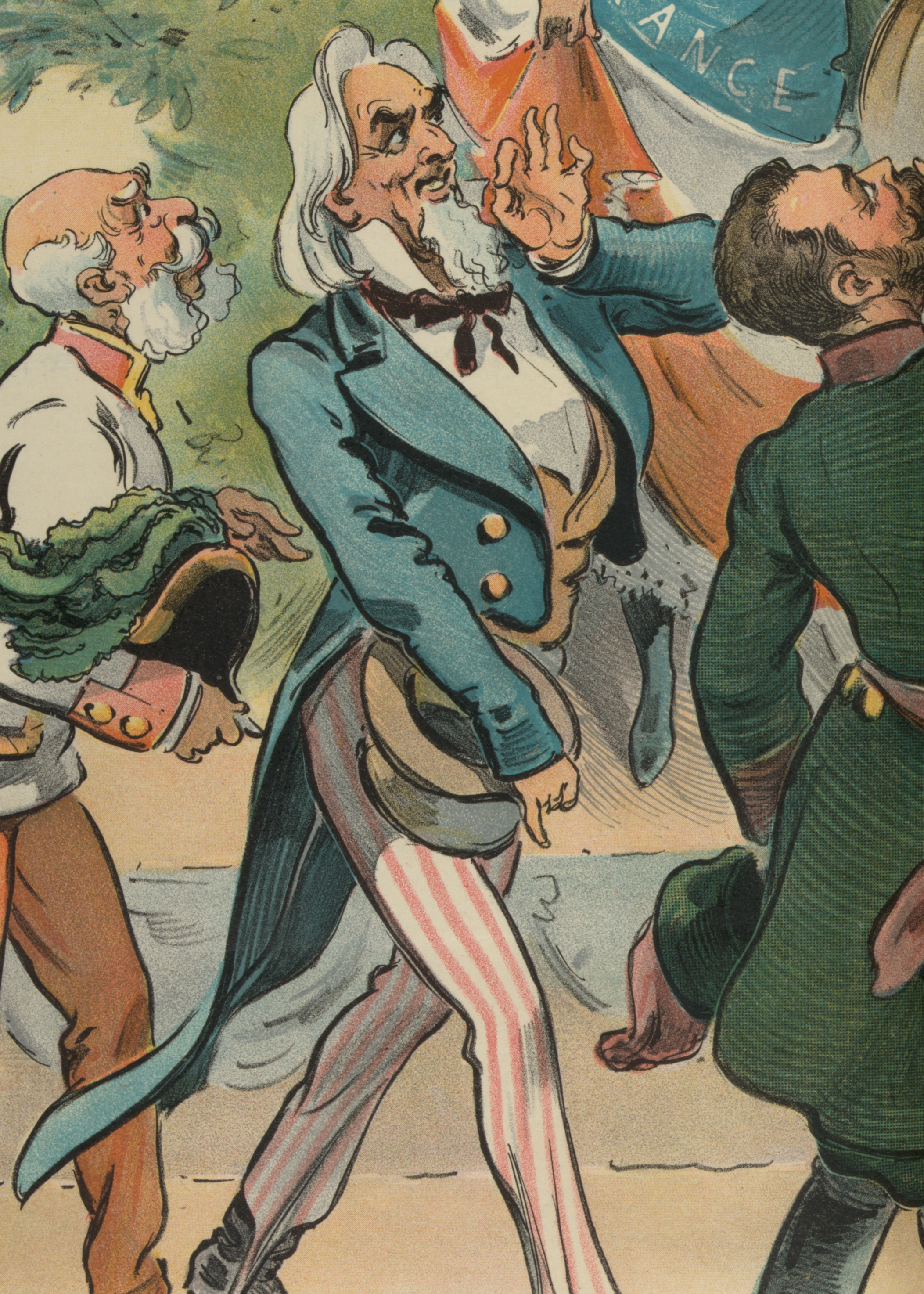
Caricatura del Tío Sam haciendo el gesto "OK" en una caricatura para la Exposición de París de 1900

A principios del siglo XIX en Estados Unidos, el gesto estaba asociado con las letras " O " (formadas por el círculo) y " K " (derivadas de los dedos extendidos). Si bien no se sabe exactamente cómo se fusionaron y la expresión verbal que surgió, el profesor de inglés Allen Walker Read fecha el aumento en el uso de la expresión a una pieza de humor de 1839 en el Boston Morning Post describe la expresión "ok" como "todo correcto", sugiriendo iniciales cómicamente mal escritas en un momento en que los acrónimos para palabras mal escritas estaban de moda. Varios periódicos de Boston, Nueva York y Filadelfia publicaron la expresión en sus propias columnas, algunos con errores ortográficos de "todo correcto", como "oll korrect", lo que llevó la frase a la lengua vernácula del inglés estadounidense.
Al año siguiente, los demócratas empezaron a utilizar la frase y el gesto que la acompañaba en apoyo de la campaña de reelección del presidente Martin Van Buren. Nativo de Kinderhook, Van Buren era ampliamente conocido por su apodo, "Old Kinderhook", cuyas iniciales, "OK", estaban ganando terreno como una expresión de aprobación.  En la ciudad de Nueva York, los simpatizantes de Van Buren formaron el "OK Democratic Club" y usaron el gesto como signo, con el lema "OK" con el doble significado del eslogan del club, "Old Kinderhook es correcto / es bueno". Tanto la frase como el gesto llegaron a los periódicos de todo el país a través de caricaturas políticas, lo que difundió aún más la expresión. Después de la derrota de Van Buren ante William Henry Harrison, OK fue brevemente satirizado en el sentido de "Ofrul Kalamity" u "Orful Katastrophe".
A pesar de la pérdida de Van Buren y la posterior disolución del OK Democratic Club, el gesto se ha utilizado ampliamente desde entonces para significar "todo está bien" o "bien" en Estados Unidos. Como gesto, su connotación es más positiva que la palabra "OK", lo que puede significar que algo es simplemente mediocre, satisfactorio solo en el nivel más básico, como en "la comida estuvo bien". El gesto se entiende comúnmente como una señal de aprobación, y a veces se usa como sinónimo del gesto occidental del pulgar hacia arriba.

### Submarinismo

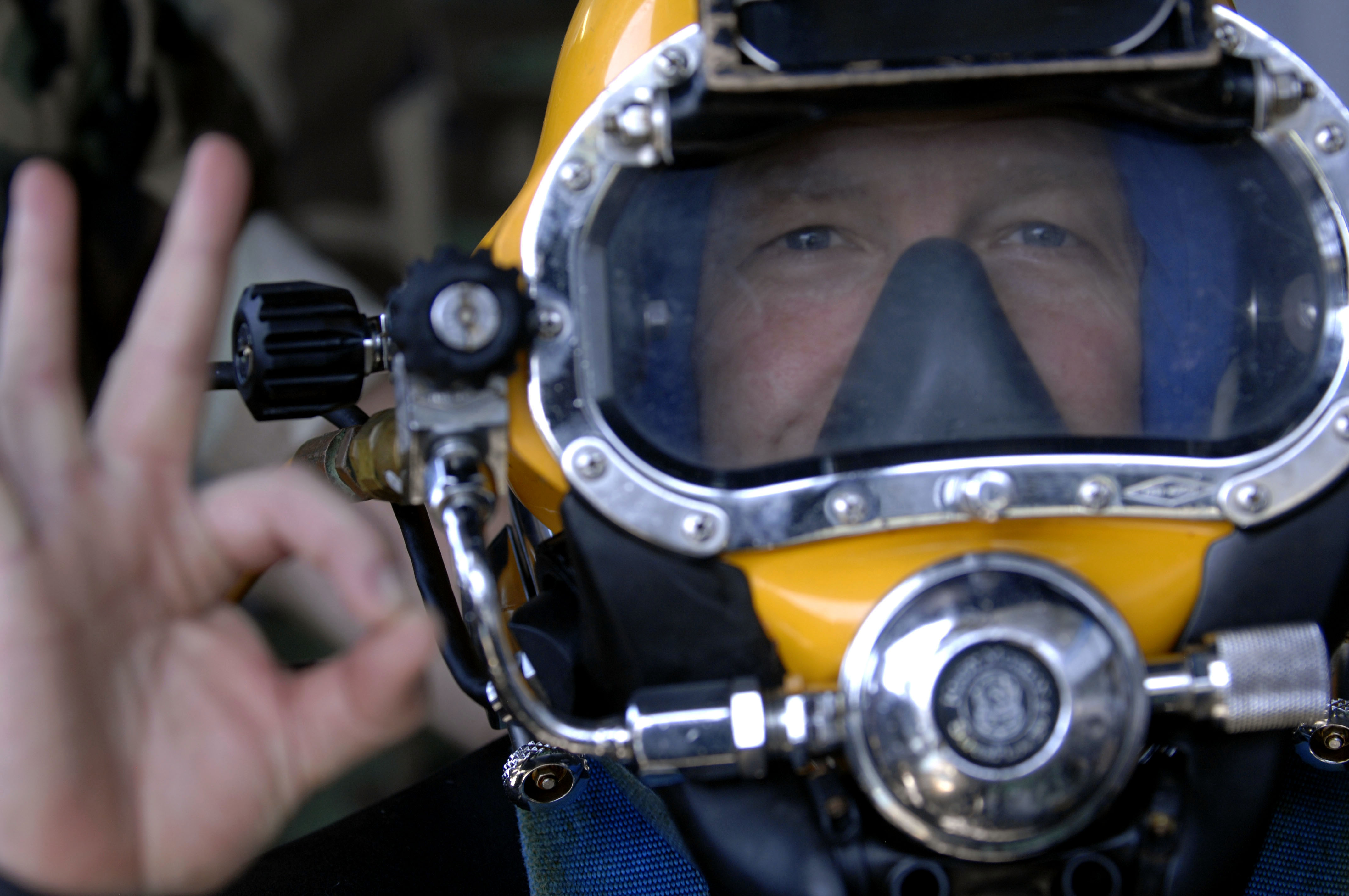
La señal del buceador que significa "todo bien", se usa tanto como pregunta como como respuesta a esa pregunta.

En la comunicación utilizada por los buceadores, el gesto de OK es específico en su significado de que "todo está bien" según lo regula el World Recreational Scuba Training Council. A los buzos se les enseña a usar siempre este signo y no el gesto de pulgar hacia arriba porque este último significa que un buceador necesita ascender. El gesto también se usa como un medio para registrarse, y un buceador lo usa para preguntar a otro: "¿Todo bien?" y la respuesta significa "Sí, todo está bien".
En distancias donde el gesto estándar de OK puede ser difícil de ver, los buceadores usan señales más grandes como alternativa, ya sea con una mano sobre la cabeza y el codo doblado hacia un lado, o con ambas manos tocándose por encima de la cabeza para formar los brazos. una "O" para "Aceptar". Este gesto de cuerpo entero también se usa como "OK" en Japón, donde el gesto de una sola mano connota transacciones monetarias en lugar de significar "OK". Este gesto OK de dos brazos se agregó a Unicode en 2010 con el nombre "Cara con gesto OK" (U + 1F646 "🙆") y se convirtió en parte de Emoji 1.0 en 2015.

### Economía

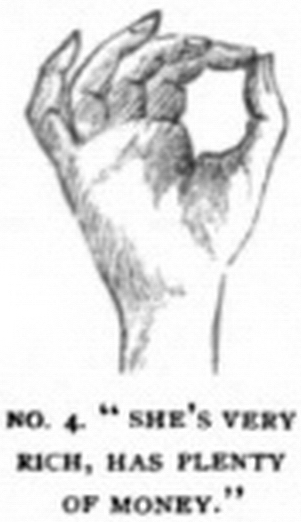
Ilustración de un relato de la década de 1880 sobre los gestos utilizados en México.

En Japón, el gesto se utiliza para simbolizar dinero, y en este contexto la forma circular de los dedos representa una moneda. A veces, el signo se usa para evitar la incomodidad verbal al hablar o pedir dinero. En otros contextos, puede utilizarse para implicar un soborno u otras transacciones financieras ilícitas, o señalar una invitación a entablar negociaciones comerciales.
En otras partes del mundo, el gesto también puede expresar dinero, transacciones financieras, riqueza o el precio de un artículo. Los registros del gesto que se usa para comentar sobre la riqueza o el estatus de una persona están documentados como se practicaba en México a fines del siglo XIX.

### Mudra

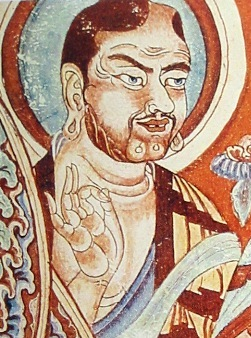
Vitarka mudra, Cuenca del Tarim, siglo IX

En yoga, el gesto se conoce como chin mudra ("el sello de la conciencia") cuando la palma está boca abajo, o jnana mudra ("el sello de la sabiduría") cuando la palma está boca arriba o sostenida en otras posiciones, como en frente al corazón . En estos mudras, los dedos medio, anular y meñique representan los tres gunas de rajas, tamas y sattva que, cuando están en armonía, unen a ātman y brahman, o el alma individual y el alma universal. La presión de los dedos pulgar e índice representa esa unión —o "yoga" - de la conciencia. En el budismo, el gesto se llama vitarka mudra ("el sello de la discusión") y se usa para enfatizar el significado de las palabras.

## Connotaciones negativas

### Contextos culturales

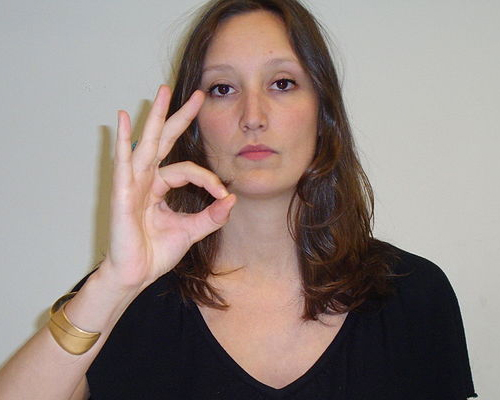
En países como Francia, donde el gesto "OK" tiene connotaciones tanto positivas como negativas, la expresión facial ayuda a contextualizar su significado.

Si bien el uso generalizado del gesto de OK le ha otorgado una connotación internacional de asentimiento, también tiene significados negativos, vulgares u ofensivos en muchas regiones del mundo. En contraste con el uso que hace Japón de la expresión para representar monedas y riqueza, la forma de "O" del gesto significa "cero" que significa "no vale nada" en Francia y Túnez. En muchos países mediterráneos como Turquía, Túnez y Grecia, así como en el Medio Oriente, partes de Alemania y muchas partes de América Latina, el gesto puede interpretarse como una expresión vulgar u ofensiva.
En Kuwait y otras partes del mundo árabe, este signo representa el mal de ojo y se usa como una maldición, a veces junto con una condena verbal.
En algunas regiones del mundo, se practican tanto la forma positiva "OK" como la negativa, lo que puede generar confusión sobre el significado que se pretende.  En regiones y culturas donde el gesto tiene una connotación históricamente negativa, su uso como un "gesto de OK" es a menudo el resultado de su aparición en los medios de comunicación y tiende a ser utilizado más por personas más jóvenes. En Francia, donde el uso generalizado se ha filtrado a través de la cultura estadounidense, el sentimiento positivo de "OK" del gesto se hizo popular en el norte del país, mientras que su connotación negativa como "sin valor" permaneció en el sur. Para evitar confusiones, los comunicadores franceses se han acostumbrado a utilizar pistas contextuales adicionales, como la postura o la expresión facial, para aclarar el significado. En otras circunstancias, los variados significados del gesto se reconcilian con menos facilidad, como fue el caso en el Brasil de la década de 1950, cuando el vicepresidente de Estados Unidos, Richard Nixon, salió de su avión haciendo el gesto del OK con las dos manos. Si bien la intención de Nixon era comunicar la buena voluntad a la gente de São Paulo, la multitud lo recibió con ofensa.

### Supremacismo blanco
En 2017, usuarios del foro de 4chan tenían como objetivo a modo de troles, convencer falsamente a los medios de comunicación y a las personas de izquierda de que el gesto de OK se estaba utilizando como un símbolo de poder blanco para provocar reacciones adversas. Según The Boston Globe, en febrero de 2017 se inició la “Operación O-KKK” que fue iniciada por un grupo anónimo de foreros de 4chan, llegando a dar la vuelta al símbolo. En septiembre de 2019, la Liga Anti difamación (ADL) añadió el gesto OK a su base de datos "Hate on Display" puesto que se detectó la adopción de ese gesto, de manera convencida y no como la broma inicial del foro, por parte de algunos supremacistas blancos "como una expresión sincera de la supremacía blanca", usándolo como  un gesto del poder blanco. Varias personas han sido acusadas de uso genuino del signo en apoyo de la ideología de la supremacía blanca, como Brenton Tarrant, condenado a cadena perpetua por el asesinato de 51 personas en el atentados de Christchurch de 2019, haciendo el gesto del OK en el tribunal donde estaba siendo juzgado.

## Lenguaje de señas
La mayoría de los lenguajes de señas combinan formas, movimientos y posiciones de las manos en relación con el resto del cuerpo, además de lenguaje corporal y expresión facial adicionales. Al igual que con otros signos con las manos, el gesto OK se puede combinar con otros elementos para transmitir numerosos significados en múltiples lenguajes de signos.

### Firma monástica
Se remonta al siglo X en Europa, el gesto del pulgar y el índice formando un anillo con los dedos restantes extendidos se utilizó en un conjunto de signos eclesiásticos estandarizados empleados por los monjes cristianos bajo votos de silencio para representar numerosos ritos y objetos religiosos. Por ejemplo, cuando se presenta frente a uno mismo, el gesto representa una oblación a Dios. Cuando se tocaba en la boca, significaba comer. Cuando se agregó al signo de "libro" con la palma abierta, especificaba un himnario, y la forma de O del signo representaba la firma de una "O" que daba comienzo a muchos himnos. Si el pulgar y el índice se apoderan de una parte específica de la propia ropa o del cuerpo, como la cogulla, un mechón de pelo o la piel de la mano izquierda, el gesto podría representar cosas tan diversas como 'monje' o 'caballo' o 'pergamino'.

### First Nation Sign Language

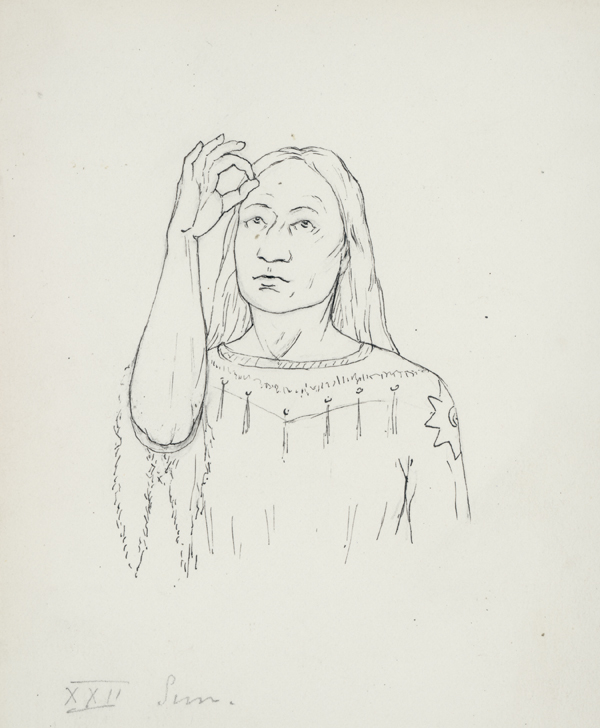
Un dibujo de 1880 de una persona que muestra el signo de 'Sol' en First Nation Sign Language.

En el lenguaje de señas indio de América del Norte, conocido como First Nation Sign Language, el gesto significa el Sol cuando se sostiene frente a la cara o se mueve en un arco siguiendo la trayectoria del Sol. Cuando se levanta hacia el cielo y se mira a través, es la señal del mediodía. Una cartilla del lenguaje impresa en una edición de 1888 del periódico Our Forest Children especifica que la mano izquierda debe usarse para indicar el amanecer y la derecha para el atardecer. Una serie de movimientos más complicados con las manos en el gesto como si tirara de un hilo o estirara un elástico puede significar la muerte, o más específicamente, "Después de mucho tiempo, mueres".

### Lengua de signos americana
En el lenguaje de señas estadounidense (ASL) actual, el gesto puede significar muchas cosas diferentes según cómo se aplique. En ASL, el gesto puede comunicar una selección de algún tipo: cuando se mueve de un lado a otro como si estuviera recogiendo algo y colocándolo en el suelo, significa "designar". Cuando el pulgar y el índice unidos del gesto se colocan en un agujero hecho por la mano opuesta, significa "voto". El signo de 'electo' se forma haciendo los signos de 'votar' y 'nombrar' sucesivamente.

### Deletreo manual

La letra F en el alfabeto manual americano

El signo del pulgar y el índice unidos adquiere varias letras en diferentes sistemas de deletreo manual . El alfabeto manual americano reserva para la letra F, mientras que en el lenguaje de señas irlandés y francés es la letra G. En los deletreos digitales que representan sistemas alfabéticos cirílicos, como el alfabeto manual ucraniano, el gesto representa la vocal O y refleja la forma de esa letra. De manera similar, el alfabeto manual coreano utiliza el gesto de la letra Hangul " ㅇ ", romanizada como "ng" para reflejar su pronunciación en coreano hablado. En yubimoji (指 文字), el alfabeto manual de japonés cuyos 45 signos y cuatro diacríticos representan los fonemas del idioma japonés, el gesto es la sílaba " yo " (め en hiragana, メ en katakana ). Varios sistemas de deletreo manual pueden requerir otras características específicas del gesto más allá de su dedo pulgar e índice unidos con los dedos restantes entretenidos. Por ejemplo, el anillo en el gesto "yo" de yubimoji es ligeramente cónico en lugar de redondeado.

### Contando
En el lenguaje de señas estadounidense (ASL), el gesto de OK representa el número 9 cuando se mantiene en una posición estacionaria con la palma de la mano hacia el lado opuesto del firmante. Este signo numérico de ASL es el último en una secuencia de números enteros de un solo dígito donde cantidades de dedos denotan los números del '1' al '5', y luego el pulgar toca cada dedo por turno para denotar '6' (dedo meñique), '7' (anillo dedo), '8' (dedo medio) y finalmente '9' (dedo índice). Cuando se agita de izquierda a derecha, el signo del número '9' se convierte en el número '19'.
En First Nation Sign Language, el gesto significa el número '3' cuando se mantiene un poco más bajo que los signos utilizados para representar el sol. Las formas regionales de contar los dedos que se utilizan en China también emplean los dedos medio, anular y meñique elevados para expresar el número '3', ya sea con el pulgar y el índice unidos como están en el gesto de OK o en una configuración similar. Este gesto numérico se usa principalmente en las provincias del sur de China, mientras que en el norte, el '3' también se puede expresar con los dedos índice, medio y anular en relieve, como ocurre en los países de habla inglesa. Ambos métodos son distintos de tener los dedos pulgar, índice y medio extendidos como se usa para denotar '3' en gran parte de Europa continental, porque esto representa el número 8 tanto en Taiwán como en partes de China continental.

## Otras connotaciones

### Afiliaciones políticas
En la región europea de los Balcanes, el gesto de OK se conoce como el "Saludo de Macedonia Unida " en su asociación con campañas irredentistas en pro de la unión. Para los nacionalistas macedonios, los dos dedos que forman la "O" representan la palabra macedonia Обединета (Obedineta, que significa "Unido"), y los otros tres dedos simbolizan las regiones de Macedonia del Egeo en el norte de Grecia, Pirin Macedonia en el suroeste de Bulgaria y la región de Vardar Macedonia que corresponde aproximadamente a las fronteras de la República de Macedonia del Norte. En conjunto, el saludo también se asemeja a la Estrella argéada que era el símbolo real de la antiguo Reino de Macedonia. El gesto se hizo hizo especialmente popular entre los griegos macedonios en la década de 1980, y la estrella apareció en la bandera macedonia después de que la República de Macedonia declaró su independencia de Yugoslavia en 1992. Tres años más tarde Macedonia cambió su bandera bajo la presión económica de Grecia, que vio el uso de la estrella argéada como una amenaza contra la soberanía griega. El Saludo de Macedonia Unida sigue siendo controvertido entre muchas personas en la región de los Balcanes, especialmente aquellos que viven en partes de Grecia o Bulgaria que los nacionalistas macedonios desean reclamar como provincias de su país.

### Pruebas médicas
Los médicos utilizan el gesto del OK para evaluar la funcionalidad del nervio interóseo anterior y buscar indicios de parálisis del nervio mediano en las manos. Al realizar la prueba, el paciente hace el gesto de OK con ambas manos. Si el círculo formado por una mano parece más pellizcado o menos redondo que la otra, puede indicar debilidad en el nervio.
Una prueba médica similar, conocida como signo de Froment, se usa para detectar la parálisis del nervio cubital. Para realizar la prueba, un paciente sostiene un trozo de papel entre el índice y el pulgar, y el examinador intenta sacarlo del agarre del paciente. Si hay parálisis del nervio cubital, el paciente tendrá dificultades para mantener la sujeción y puede compensarlo flexionando el pulgar para agregar más presión.